# Tetropium abietis
Tetropium abietis är en skalbaggsart som beskrevs av Henry Clinton Fall 1912. Tetropium abietis ingår i släktet Tetropium och familjen långhorningar. Inga underarter finns listade i Catalogue of Life.